# Exoprosopa flammea
Exoprosopa flammea är en tvåvingeart som beskrevs av Enrico Adelelmo Brunetti 1909. Exoprosopa flammea ingår i släktet Exoprosopa och familjen svävflugor. Inga underarter finns listade i Catalogue of Life.